# 斯維爾德洛夫斯克區

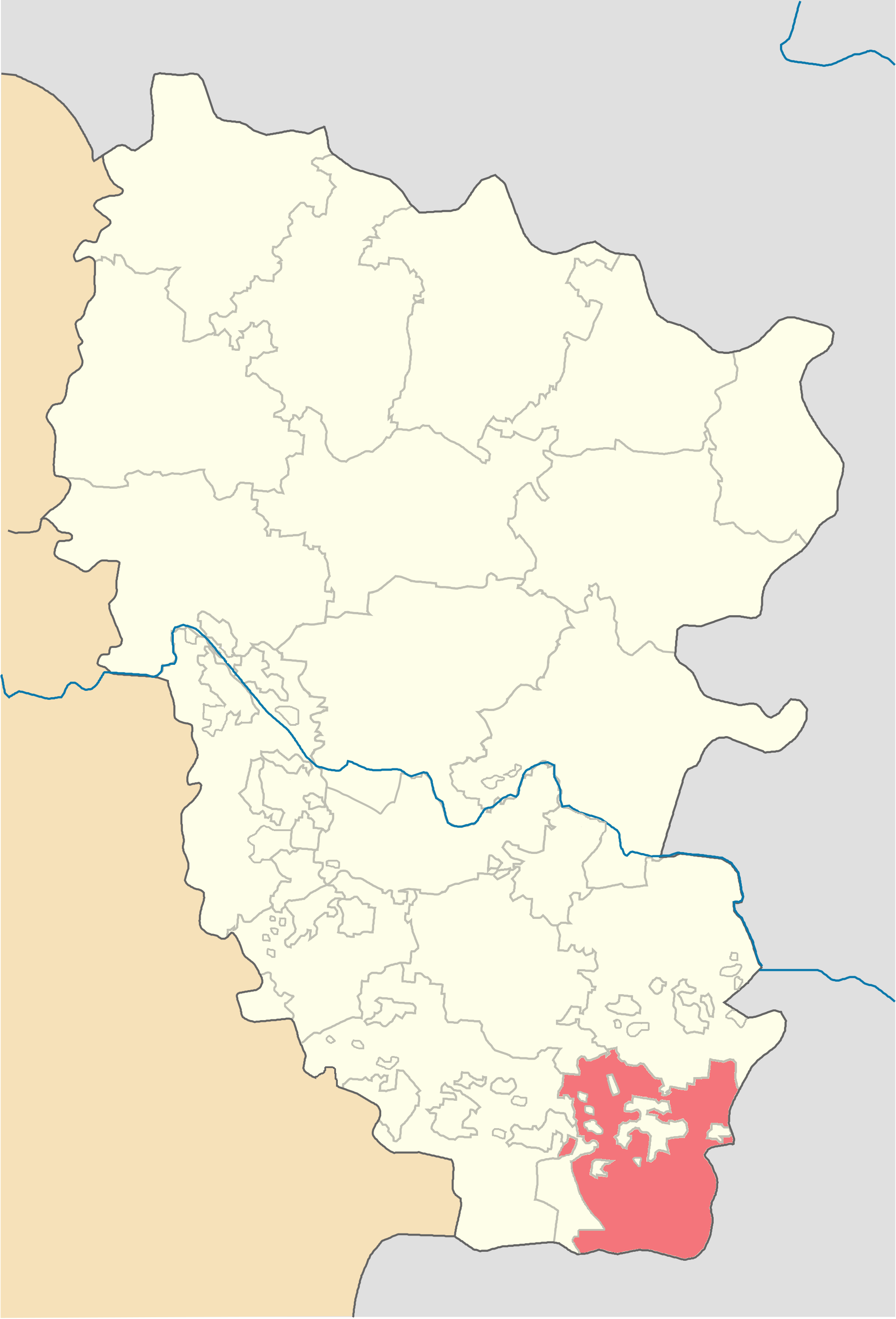
斯維爾德洛夫斯克區在盧甘斯克州的位置

斯維爾德洛夫斯克區（烏克蘭語：Свердловський район），曾是烏克蘭東部盧甘斯克州的一個區，行政中心設於斯維爾德洛夫斯克（为单独的州辖市，不属于该区）。該區面積為1,132平方公里，最近由乌克兰政府统计的人口数量为11,644人（2020年估计）。

## 历史
自2014年起该区不受乌克兰政府控制，而是由卢甘斯克人民共和国控制。卢甘斯克人民共和国继续使用该区作为一个行政单位。
该区的行政中心为斯維爾德洛夫斯克州辖市，并不属于该区，但2015年时市与区合并。
2016年，乌克兰最高拉达据去共化法律将“斯維爾德洛夫斯克”改名为“多夫然斯克”，同時把“斯維爾德洛夫斯克區”改名为多夫然斯克区（烏克蘭語：Довжанський район）。
2020年7月18日，乌克兰政府推行行政区划改革，把卢甘斯克州的区份数量减至8个。多夫然斯克区的面积也因此显著增加。但烏克蘭當局當時並不控制該範圍，而實際控制的卢甘斯克人民共和国仍继续使用斯維爾德洛夫斯克區的名字及该区的辖区范围。

## 人口
据2001年烏克蘭人口普查数据，该区的族裔结构为：
- 乌克兰族：69.9%
- 俄罗斯族：25.9%
- 白俄罗斯族：0.6%